# Florbal na Světových hrách 2025
Florbal na Světových hrách 2025 byl třetí florbalový turnaj na Světových hrách, pořádaný od 6. do 13. srpna 2025 v rámci Světových her 2025 v čínském Čcheng-tu.
Titul z obou předchozích Světových her obhájila reprezentace Švédska po vítězství nad Finskem. Česko znovu vybojovalo bronz výhrou nad Švýcarskem. Mimo to Češi v semifinále poprvé na velkém turnaji prodlužovali se Švédskem.
Poprvé se hrál i turnaj žen. Zvítězilo Finsko po porážce Švédska ve finále. Pro Finky to bylo první zlato na velkém turnaji od Mistrovství světa v roce 2001. Česko v zápase o třetí místo prohrálo se Švýcarskem a neobhájilo tak bronz z posledního mistrovství.
Stejně jako na předešlých Hrách byla soupiska byla omezena na 14 hráčů. Zápasy byly zkráceny na třikrát 15 minut (místo obvyklých 20 minut). Přes kratší čas Finové ve skupině v zápase proti Číně vyhráli rekordním výsledkem 42:0 a Češi proti stejnému soupeři stanovili nový národní rekord 36:0.

## Mužský turnaj

### Kvalifikace
Mužského turnaje se automaticky účastnila reprezentace pořádající Číny, pro kterou to byla premiéra na významném mezinárodním turnaji. Další země se kvalifikovaly podle umístění na Mistrovství světa v roce 2024. Z  něj postoupilo pět nejlepších evropských a nejlepší asijsko-oceánský tým z hlavního turnaje a automaticky jediný kvalifikovaný americký tým.
| Kritérium        | Tým       | Poř. MS 2024 | Poř. SH 2022 |
| ---------------- | --------- | ------------ | ------------ |
| Hostitelská země | Čína      | –            | –            |
| Evropa           | Finsko    | 1.           | 2.           |
| Evropa           | Švédsko   | 2.           | 1.           |
| Evropa           | Česko     | 3.           | 3.           |
| Evropa           | Lotyšsko  | 4.           | 4.           |
| Evropa           | Švýcarsko | 5.           | 5.           |
| Asie a Oceánie   | Filipíny  | 11.          | –            |
| Amerika          | Kanada    | 16.          | 6.           |

### Základní skupiny

#### Systém
Ve skupinách týmy hrály od 6. do 10. srpna 2025 každý s každým. Z každé skupiny postoupily dva nejlepší týmy do dvoukolového play-off, které proběhlo mezi 11. a 13. srpnem. Ostatní týmy hrály o umístění.
Legenda
Všechny časy zápasů jsou uvedeny v lokálním čase (UTC +8, SELČ +6).

#### Skupina A

##### Tabulka
| Poř. | Tým       | Z | V | R | P | VG | IG | +/- | B |
| ---- | --------- | - | - | - | - | -- | -- | --- | - |
| 1.   | Švédsko   | 3 | 3 | 0 | 0 | 26 | 3  | +23 | 6 |
| 2.   | Švýcarsko | 3 | 2 | 0 | 1 | 23 | 11 | +12 | 4 |
| 3.   | Lotyšsko  | 3 | 1 | 0 | 2 | 16 | 13 | +3  | 2 |
| 4.   | Filipíny  | 3 | 0 | 0 | 3 | 3  | 41 | -38 | 0 |

##### Zápasy
| 6. srpna 2025 11:15 | Lotyšsko | 3 : 4 (0:1, 2:1, 1:2) | Švýcarsko | Xindu Xiangcheng SC, Čcheng-tu Návštěvnost: 786 |  |

| Zpráva |

| 7. srpna 2025 09:00 | Lotyšsko | 12 : 2 (2:1, 4:0, 6:1) | Filipíny | Xindu Xiangcheng SC, Čcheng-tu Návštěvnost: 798 |  |

| Zpráva |

| 7. srpna 2025 13:30 | Švédsko | 8 : 1 (1:0, 4:1, 3:0) | Švýcarsko | Xindu Xiangcheng SC, Čcheng-tu Návštěvnost: 926 |  |

| Zpráva |

| 9. srpna 2025 11:45 | Filipíny | 1 : 11 (0:2, 1:5, 0:4) | Švédsko | Xindu Xiangcheng SC, Čcheng-tu Návštěvnost: 678 |  |

| Zpráva |

| 10. srpna 2025 15:00 | Švýcarsko | 18 : 0 (3:0, 7:0, 8:0) | Filipíny | Xindu Xiangcheng SC, Čcheng-tu Návštěvnost: 653 |  |

| Zpráva |

| 10. srpna 2025 17:15 | Švédsko | 7 : 1 (2:1, 3:0, 2:0) | Lotyšsko | Xindu Xiangcheng SC, Čcheng-tu Návštěvnost: 802 |  |

| Zpráva |

#### Skupina B

##### Tabulka
| Poř. | Tým    | Z | V | R | P | VG | IG | +/- | B |
| ---- | ------ | - | - | - | - | -- | -- | --- | - |
| 1.   | Finsko | 3 | 3 | 0 | 0 | 74 | 3  | +71 | 6 |
| 2.   | Česko  | 3 | 2 | 0 | 1 | 67 | 9  | +58 | 4 |
| 3.   | Kanada | 3 | 1 | 0 | 2 | 17 | 54 | -37 | 2 |
| 4.   | Čína   | 3 | 0 | 0 | 3 | 1  | 93 | -92 | 0 |

##### Zápasy
| 6. srpna 2025 13:30 | Čína | 0 : 42 (0:10, 0:14, 0:18) | Finsko | Xindu Xiangcheng SC, Čcheng-tu Návštěvnost: 1853 |  |

| Zpráva |

| 6. srpna 2025 18:00 | Česko | 29 : 1 (7:0, 11:1, 11:0) | Kanada | Xindu Xiangcheng SC, Čcheng-tu Návštěvnost: 374 |  |

| Zpráva |

| 8. srpna 2025 11:45 | Finsko | 24 : 1 (8:0, 7:0, 9:1) | Kanada | Xindu Xiangcheng SC, Čcheng-tu Návštěvnost: 725 |  |

| Zpráva |

| 8. srpna 2025 17:15 | Česko | 36 : 0 (14:0, 14:0, 8:0) | Čína | Xindu Xiangcheng SC, Čcheng-tu Návštěvnost: 1088 |  |

| Zpráva |

| 9. srpna 2025 19:30 | Finsko | 8 : 2 (1:2, 1:0, 6:0) | Česko | Xindu Xiangcheng SC, Čcheng-tu Návštěvnost: 1227 |  |

| Zpráva |

| 10. srpna 2025 19:30 | Kanada | 15 : 1 (6:0, 4:1, 5:0) | Čína | Xindu Xiangcheng SC, Čcheng-tu Návštěvnost: 2015 |  |

| Zpráva |

### Vyřazovací fáze

#### Pavouk
|  | Semifinále | Semifinále | Semifinále |  |  | Finále      | Finále      | Finále      |
|  |            |            |            |  |  |             |             |             |
|  | 1A         | Švédsko    | 5          |  |  |             |             |             |
|  | 2B         | Česko      | 4          |  |  |             |             |             |
|  |            |            |            |  |  |             | Švédsko     | 2           |
|  |            |            |            |  |  |             | Finsko      | 1           |
|  | 1B         | Finsko     | 4          |  |  |             |             |             |
|  | 2A         | Švýcarsko  | 0          |  |  | Třetí místo | Třetí místo | Třetí místo |
|  |            |            |            |  |  |             | Česko       | 7           |
|  |            |            |            |  |  |             | Švýcarsko   | 2           |

Všechny časy zápasů jsou uvedeny v lokálním čase (UTC +8, SELČ +6).

#### Semifinále
| 11. srpna 2025 13:00 | Švédsko | 5 : 4pp (1:1, 1:1, 2:2, 1:0) | Česko | Xindu Xiangcheng SC, Čcheng-tu Návštěvnost: 1431 |  |

| Zpráva |

| 11. srpna 2025 19:00 | Finsko | 4 : 0 (0:0, 2:0, 2:0) | Švýcarsko | Xindu Xiangcheng SC, Čcheng-tu Návštěvnost: 1408 |  |

| Zpráva |

#### O 7. místo
| 12. srpna 2025 10:30 | Filipíny | 14 : 0 (3:0, 7:0, 4:0) | Čína | Xindu Xiangcheng SC, Čcheng-tu Návštěvnost: 1533 |  |

| Zpráva |

#### O 5. místo
| 12. srpna 2025 19:00 | Lotyšsko | 12 : 3 (5:0, 4:2, 3:1) | Kanada | Xindu Xiangcheng SC, Čcheng-tu Návštěvnost: 1250 |  |

| Zpráva |

#### O 3. místo
| 13. srpna 2025 09:00 | Česko | 7 : 2 (4:0, 1:0, 2:2) | Švýcarsko | Xindu Xiangcheng SC, Čcheng-tu Návštěvnost: 2047 |  |

| Zpráva |

#### Finále
| 13. srpna 2025 15:00 | Švédsko | 2 : 1 (1:0, 1:0, 0:1) | Finsko | Xindu Xiangcheng SC, Čcheng-tu Návštěvnost: 2983 |  |

| Zpráva |

### Konečné pořadí
| Pořadí           | Tým       |
| ---------------- | --------- |
| Zlatá medaile    | Švédsko   |
| Stříbrná medaile | Finsko    |
| Bronzová medaile | Česko     |
| 4.               | Švýcarsko |
| 5.               | Lotyšsko  |
| 6.               | Kanada    |
| 7.               | Filipíny  |
| 8.               | Čína      |

### All Star tým
Členy All Star týmu se stali:
Brankářka:  Jon Hedlund
Obránkyně:  Eemeli Akola,  Oskar Hovlund
Útočnice:  Juuso Ahola,  Oskar Weissbach
Centr:  Filip Langer

## Ženský turnaj

### Kvalifikace
Na ženský turnaj se kvalifikovalo nejlepších pět evropských zemí z Mistrovství světa v roce 2023. Spojené státy a Kanada se o postup střetly v kvalifikaci odehrané 2. až 4. srpna 2024 v kanadském Frederictonu. Dále na Světové hry postoupily první dva týmy asijsko-oceánské kvalifikace na Mistrovství světa 2025, která se uskutečnila 18. až 22. března 2025. Z kvalifikace na Hry postoupilo i Thajsko, které se vzdalo účasti na mistrovství.
| Kritérium      | Tým       | Poř. MS 2023 | Poř. IFF |
| -------------- | --------- | ------------ | -------- |
| Evropa         | Švédsko   | 1.           | 1.       |
| Evropa         | Finsko    | 2.           | 2.       |
| Evropa         | Česko     | 3.           | 3.       |
| Evropa         | Švýcarsko | 4.           | 4.       |
| Evropa         | Slovensko | 5.           | 5.       |
| Amerika        | Kanada    | –            | 26.      |
| Asie a Oceánie | Thajsko   | –            | 16.      |
| Asie a Oceánie | Singapur  | 12.          | 12.      |

### Základní skupiny

#### Systém
Ve skupinách týmy hrály od 6. do 10. srpna 2025 každý s každým. Z každé skupiny postoupily dva nejlepší týmy do dvoukolového play-off, které proběhlo mezi 11. a 13. srpnem. Ostatní týmy hrály o umístění.
Legenda
Všechny časy zápasů jsou uvedeny v lokálním čase (UTC +8, SELČ +6).

#### Skupina A

##### Tabulka
| Poř. | Tým       | Z | V | R | P | VG | IG | +/- | B |
| ---- | --------- | - | - | - | - | -- | -- | --- | - |
| 1.   | Švédsko   | 3 | 3 | 0 | 0 | 43 | 9  | +34 | 6 |
| 2.   | Švýcarsko | 3 | 2 | 0 | 1 | 30 | 10 | +20 | 4 |
| 3.   | Slovensko | 3 | 1 | 0 | 2 | 20 | 23 | -3  | 2 |
| 4.   | Thajsko   | 3 | 0 | 0 | 3 | 3  | 54 | -51 | 0 |

##### Zápasy
| 6. srpna 2025 09:00 | Thajsko | 2 : 21 (1:6, 0:9, 1:6) | Švédsko | Xindu Xiangcheng SC, Čcheng-tu Návštěvnost: 721 |  |

| Zpráva |

| 7. srpna 2025 11:15 | Švýcarsko | 8 : 2 (2:0, 2:1, 4:1) | Slovensko | Xindu Xiangcheng SC, Čcheng-tu Návštěvnost: 765 |  |

| Zpráva |

| 8. srpna 2025 15:00 | Švýcarsko | 19 : 1 (9:0, 4:1, 6:0) | Thajsko | Xindu Xiangcheng SC, Čcheng-tu Návštěvnost: 867 |  |

| Zpráva |

| 9. srpna 2025 09:30 | Slovensko | 14 : 0 (6:0, 6:0, 2:0) | Thajsko | Xindu Xiangcheng SC, Čcheng-tu Návštěvnost: 526 |  |

| Zpráva |

| 9. srpna 2025 15:00 | Švédsko | 7 : 3 (3:2, 0:0, 4:1) | Švýcarsko | Xindu Xiangcheng SC, Čcheng-tu Návštěvnost: 782 |  |

| Zpráva |

| 10. srpna 2025 11:45 | Švédsko | 15 : 4 (5:0, 2:1, 8:3) | Slovensko | Xindu Xiangcheng SC, Čcheng-tu Návštěvnost: 1206 |  |

| Zpráva |

#### Skupina B

##### Tabulka
| Poř. | Tým      | Z | V | R | P | VG | IG | +/- | B |
| ---- | -------- | - | - | - | - | -- | -- | --- | - |
| 1.   | Finsko   | 3 | 3 | 0 | 0 | 59 | 2  | +57 | 6 |
| 2.   | Česko    | 3 | 2 | 0 | 1 | 39 | 3  | +36 | 4 |
| 3.   | Singapur | 3 | 1 | 0 | 2 | 14 | 42 | -28 | 2 |
| 4.   | Kanada   | 3 | 0 | 0 | 3 | 1  | 66 | -65 | 0 |

##### Zápasy
| 6. srpna 2025 15:45 | Finsko | 36 : 0 (14:0, 12:0, 10:0) | Kanada | Xindu Xiangcheng SC, Čcheng-tu Návštěvnost: 590 |  |

| Zpráva |

| 6. srpna 2025 20:15 | Česko | 21 : 0 (5:0, 8:0, 8:0) | Singapur | Xindu Xiangcheng SC, Čcheng-tu Návštěvnost: 479 |  |

| Zpráva |

| 8. srpna 2025 09:30 | Česko | 16 : 0 (7:0, 8:0, 1:0) | Kanada | Xindu Xiangcheng SC, Čcheng-tu Návštěvnost: 690 |  |

| Zpráva |

| 8. srpna 2025 19:30 | Singapur | 0 : 20 (0:5, 0:11, 0:4) | Finsko | Xindu Xiangcheng SC, Čcheng-tu Návštěvnost: 657 |  |

| Zpráva |

| 9. srpna 2025 17:15 | Finsko | 3 : 2 (0:1, 1:1, 2:0) | Česko | Xindu Xiangcheng SC, Čcheng-tu Návštěvnost: 935 |  |

| Zpráva |

| 10. srpna 2025 09:30 | Kanada | 1 : 14 (0:4, 0:3, 1:7) | Singapur | Xindu Xiangcheng SC, Čcheng-tu Návštěvnost: 621 |  |

| Zpráva |

### Vyřazovací fáze

#### Pavouk
|  | Semifinále | Semifinále | Semifinále |  |  | Finále      | Finále      | Finále      |
|  |            |            |            |  |  |             |             |             |
|  | 1A         | Švédsko    | 3          |  |  |             |             |             |
|  | 2B         | Česko      | 1          |  |  |             |             |             |
|  |            |            |            |  |  |             | Švédsko     | 2           |
|  |            |            |            |  |  |             | Finsko      | 3           |
|  | 1B         | Finsko     | 5          |  |  |             |             |             |
|  | 2A         | Švýcarsko  | 1          |  |  | Třetí místo | Třetí místo | Třetí místo |
|  |            |            |            |  |  |             | Česko       | 3           |
|  |            |            |            |  |  |             | Švýcarsko   | 4           |

Všechny časy zápasů jsou uvedeny v lokálním čase (UTC +8, SELČ +6).
| 11. srpna 2025 10:30 | Švédsko | 3 : 1 (1:1, 1:0, 1:0) | Česko | Xindu Xiangcheng SC, Čcheng-tu Návštěvnost: 1275 |  |

| Zpráva |

| 11. srpna 2025 16:30 | Finsko | 5 : 1 (1:0, 2:0, 2:1) | Švýcarsko | Xindu Xiangcheng SC, Čcheng-tu Návštěvnost: 1028 |  |

| Zpráva |

#### O 7. místo
| 12. srpna 2025 13:00 | Thajsko | 7 : 4 (2:1, 2:2, 3:1) | Kanada | Xindu Xiangcheng SC, Čcheng-tu Návštěvnost: 1089 |  |

| Zpráva |

#### O 5. místo
| 12. srpna 2025 16:30 | Slovensko | 13 : 2 (2:0, 8:1, 3:1) | Singapur | Xindu Xiangcheng SC, Čcheng-tu Návštěvnost: 1201 |  |

| Zpráva |

#### O 3. místo
| 13. srpna 2025 11:30 | Česko | 3 : 4 (1:1, 0:3, 2:0) | Švýcarsko | Xindu Xiangcheng SC, Čcheng-tu Návštěvnost: 2084 |  |

| Zpráva |

#### Finále
| 13. srpna 2025 17:45 | Švédsko | 2 : 3 (0:0, 2:1, 0:2) | Finsko | Xindu Xiangcheng SC, Čcheng-tu Návštěvnost: 3500 |  |

| Zpráva |

### Konečné pořadí
| Pořadí           | Tým       |
| ---------------- | --------- |
| Zlatá medaile    | Finsko    |
| Stříbrná medaile | Švédsko   |
| Bronzová medaile | Švýcarsko |
| 4.               | Česko     |
| 5.               | Slovensko |
| 6.               | Singapur  |
| 7.               | Thajsko   |
| 8.               | Kanada    |

### All Star tým
Členkami All Star týmu se staly:
Brankář:  Miia Maaranenová
Obránci:  Moa Anderssonová,  Jenna Saariová
Útočníci:  Wilma Johanssonová,  Veera Kauppiová
Centr:  Vanessa Rebecca Keprtová